# Sossa Dede
Sossa Dede (ou Sosa Adede) est un sculpteur sur bois  actif au XIXe siècle à la cour d'Abomey, dans l'ancien royaume du Danhomè (actuel Bénin). On lui doit notamment de nombreuses statues rituelles, dont plusieurs représentations anthropozoomorphes (bochio), de rois d'Abomey, tels que Glélé ou Béhanzin, ainsi que les panneaux sculptés de portes du palais des rois d'Abomey.
Il fut également chanteur, interprète talentueux de la musique kotodja.

## Biographie
De sang royal, Likohin Kankanhau Sossa Dede est le fils d'Agonglo (1789-1797). Pendant sa première enfance il est confié à une nourrice, puis formé au palais des enfants. Adulte, il installe son atelier de sculpteur sur un terrain donné par le roi Ghézo. En tant que gardien des secrets royaux, il travaille seul (xweta), mais sa femme et ses filles l'accompagnent par la danse lors de ses prestations de chanteur, et son fils lui succédera comme sculpteur.
La date exacte de sa disparition n'est pas connue, mais on sait qu'elle se produisit sous le règne d'Agoli-Agbo, soit entre 1894 et 1900.

## Galerie

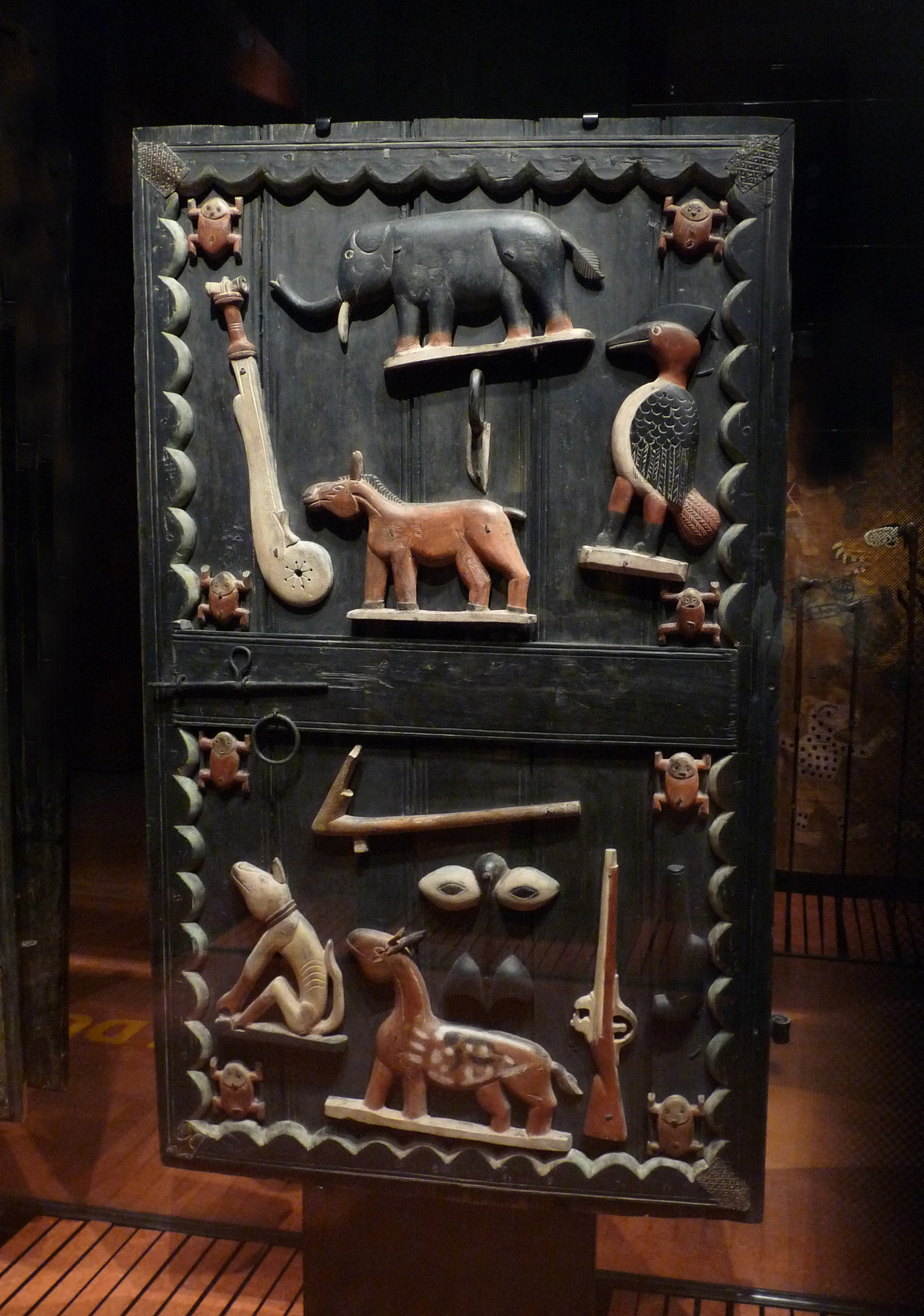
Porte du palais du roi Glélé
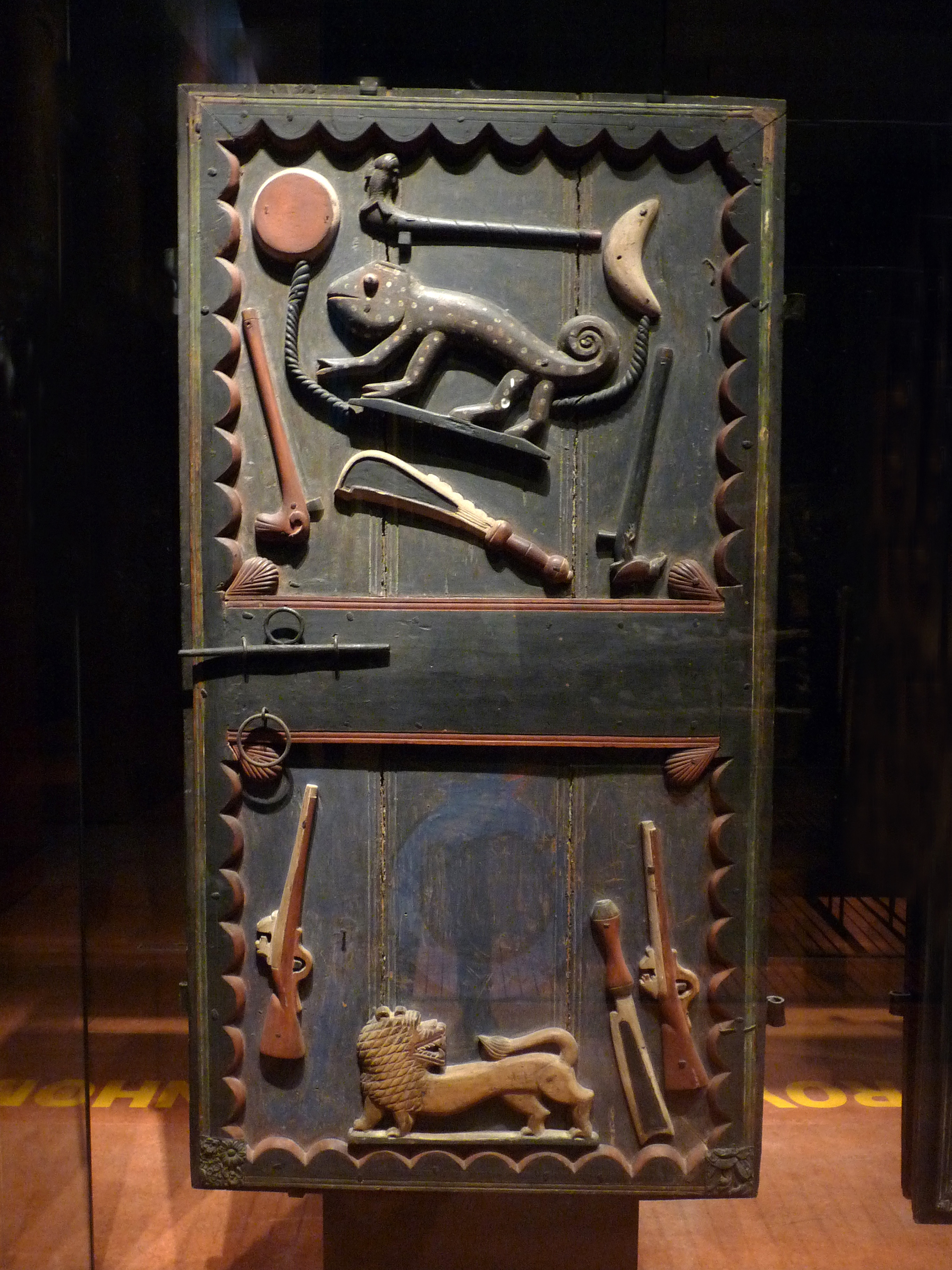
Porte du palais du roi Glélé
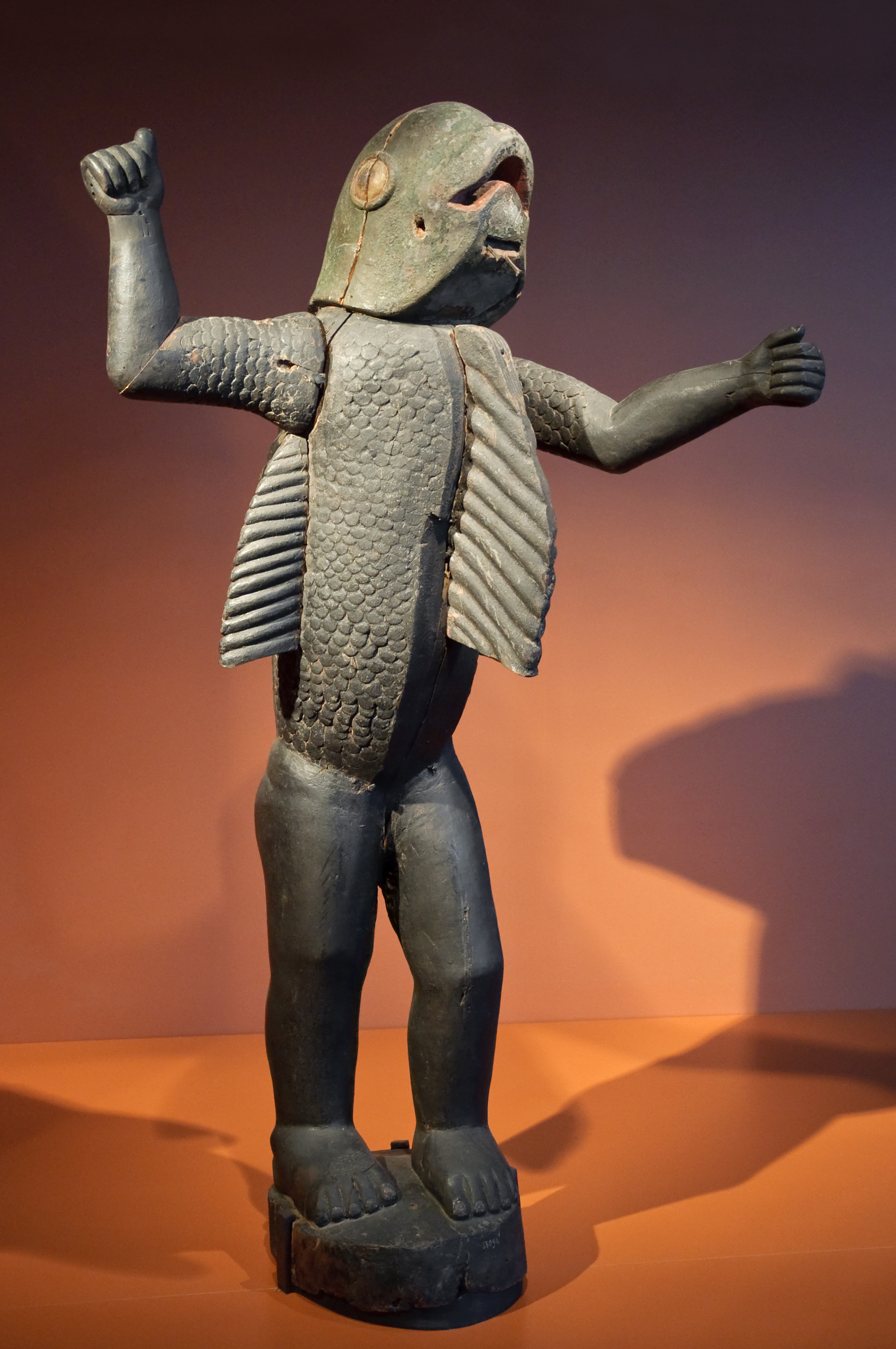
Béhanzin représenté en requin par le sculpteur Sossa.